# Quercus marlipoensis
Quercus marlipoensis Hu & W.C.Cheng – gatunek roślin z rodziny bukowatych (Fagaceae Dumort.). Występuje naturalnie w Chinach – w prowincji Junnan. 

## Morfologia
PokrójZimozielone drzewo dorastające do 18 m wysokości.
LiścieBlaszka liściowa jest skórzasta i ma kształt od eliptycznego do odwrotnie jajowatego. Mierzy 1,5–2,5 cm długości oraz 0,5–1 cm szerokości, jest całobrzega lub delikatnie ząbkowana na brzegu, ma zaokrągloną nasadę i krótko spiczasty wierzchołek. Ogonek liściowy jest nieco omszony i ma 15–30 mm długości.
OwoceOrzechy zwane żołędziami osadzone są pojedynczo w miseczkach w kształcie kubka, które mierzą 8 mm długości i 14 mm średnicy.

## Biologia i ekologia
Rośnie w wiecznie zielonych lasach. Występuje na wysokości około 1100 m n.p.m.